# Sooner or Later (N.E.R.D)
Sooner or Later è un brano musicale dei N.E.R.D, estratto come terzo ed ultimo singolo dall'album Seeing Sounds del 2008. Il singolo è stato pubblicato il 22 giugno 2009.
Il video musicale prodotto per Sooner or Later è stato diretto dal gruppo di registi The Malloys.

## Tracce
Promo - CD-Maxi Interscope NLATECDP1 (UMG)
1. Sooner or Later (Explicit Edit) - 3:27
2. Sooner or Later (Explicit Album) - 6:43
3. Sooner or Later (Clean Album) - 6:43
4. Sooner or Later (Clean Edit) - 3:26